# Nis Bank-Mikkelsen
Nis Bank-Mikkelsen (Frederiksberg, 10 aprile 1945) è un attore, doppiatore e conduttore radiofonico danese.

## Biografia
Ha studiato storia del teatro all'Università di Copenaghen dal 1965 al 1966 e poi è passato al Teatro di Aarhus come studente, dove si è laureato nel 1969 ed è rimasto come attore teatrale fino al 1978. 
Durante gli studi ha viaggiato anche a Berlino, Londra, Oslo e Stoccolma. 
Bank-Mikkelsen ha poi avuto ingaggi in vari teatri come il Café Teatret, il Folketeatret e il Gladsaxe Teater, e dal 1980 anche al Teatro reale danese.

## Filmografia

### Televisione
- Monopoly (Matador) - serie TV (1978-1981)
- The Kingdom - Il regno (Ryget) - serie TV (1994-1997)
- Alletiders Jul - serie TV (1994)
- Alletiders Julemand - serie TV (1997)
- Karrusel - serie TV (1998)
- TAXA - serie TV (1997-1999)
- Forsvar - serie TV (2003-2004)
- Krøniken - serie TV (2004-2007)
- The Killing (Forbrydelsen) - serie TV (2007-2009)
- Livvagterne - serie TV (2009)

## Doppiaggio

### Film
- Richard Harris in Harry Potter e la pietra filosofale, Harry Potter e la camera dei segreti

### Film d'animazione
- Shere Khan in Il libro della giungla
- Sykes in Oliver & Company
- Jafar in Aladdin
- Rasputin in Anastasia
- Chip in Z la formica
- Gigante di ferro in Il gigante di ferro
- Zurg in Toy Story 2 - Woody e Buzz alla riscossa
- Joe in Aiuto! Sono un pesce
- Turanga Vakama in Bionicle 2 - Le leggende di Metru Nui, Bionicle 3 - Le ombre del mistero
- Abraham Simpson in I Simpson - Il film
- Vitrivius in The LEGO Movie

### Serie televisive d'animazione
- James Gordon, Due Facce, Thomas Wayne in Batman
- Lex Luthor in Superman
- Mr. Krab in SpongeBob

## Conduzione radio
- Rytteriet (2011-2013)